# Jørgen Kocks Hus
Jørgen Kocks Hus (svensk: Jörgen Kocks hus) er et bygningskompleks i Malmø fra byens historie. De murede vægge symboliserer ikke kun 1500-tallets Malmøhistorie, men også en stor del af den danske historie.
Jørgen Kock blev møntmester for hele Danmark i 1518. I 1525 stod bygningerne færdige, der langsomt skulle blive hans personlige palads. Jørgen Kock lagde Danmarks møntproduktion på sin egen gård. Det kunne lade sig gøre, da størstedelen af kvarteret syd for boligen lå på hans grund.
Af den tidligere gård står tre bygninger i dag. Jørgen og hans kone Citze Kortzdatter boede i hjørnebygningen. Den treetagers bygning er opført i en blanding mellem nordisk sengotik og hollandsk renæssance. Hjørnebygningen har en række dekorative detaljer, de fleste er kopier i dag. Originalerne opbevares i Malmø Museum. På hjørnet ses Jomfru Maria stående på en halvmåne bærende på Jesusbarnet. Sokkelen er dateret 1525. Samme årstal er angivet over en af loftslugerne. Over en anden luge ses Jørgens og Citzes våbenskjolde. Lignende skjolde findes hos de to løver, der står på gavlens sidetinder. Disse stenarbejder tilskrives Michiel van Haerlem, som var Christian 2.s bygmester i København.
Den mindre længe mod Stortorget hører til hovedbygningen. Her fandtes Jørgens banklokale i stueetagen og hans private festsal i etagen ovenpå. Bygningen langs Västergatan blev oprindeligt bygget som et rækkehus i to etager, en udlejningsbygning med tre boliger. Den østlige lejlighed indtil hjørnehuset var en del af Jørgens private bopæl. På den øverste etage findes stadig de originale vægmalerier, og i det tidligere soveværelse er de delvist bevarede. Både i stueetagen og på den øverste etage findes farverige fragmenter af vægmalerier. I huset opbevares desuden Jørgen Kocks malede portræt.
Jørgen Kocks Hus restaureredes og rekonstrueredes i 1967 under ledelse af arkitekt Sture Kelfve. Bygningen erklæredes byggnadsminne i 1993